# Ceratocentrus principiensis
Ceratocentrus principiensis là một loài bọ cánh cứng trong họ Cerambycidae.